# Asendorf
|  | For Asendorf i Landkreis Harburg, se Asendorf (Harburg). |
Asendorf er en kommune i Landkreis Diepholz i amtet ("Samtgemeinde") Bruchhausen-Vilsen, i den tyske delstat Niedersachsen. Asendorf ligger 36 km syd for Bremen og er den næststørste by i amtet.
Asendorf er kendt som endesation for Tysklands første Museumsjernbane, der går mellem Asendorf og Bruchhausen-Vilsen.